# جيه دبليو ماريوت ماركيز (دبي)
جيه دبليو ماريوت ماركيز دبي هو ثاني أطول فندق في العالم، ويتألف من ناطحتين سحاب ب 72 طابقاً 355 م (1,165 قدم). بني الفندق بكلفة 1.8 مليار درهم ويضم 1608غرفة، ويقع في دبي، الإمارات العربية المتحدة ويدار من قبل مجموعة ماريوت الدولية.
ضمَ الفندق عند افتتاح البرج الأول 14مرفقاً لتقديم الطعام والشراب، مركز للأعمال، قاعات مؤتمرات، غرف اجتماعات، قاعة ضخمة للولائم، نادي صحي وسبا بمساحة 3,700 م2 (40,000 قدم2)، بالإضافة لمحال تجارية، حمام سباحة، وصالة للألعاب الرياضية.
البرجان التوأمان الذين تم إنهاء العمل فيهما في تشرين الثاني/ نوفمبر 2012، يطغيان على ما حولهما ويوفران إطلالة درامية على منطقة الخليج التجاري.
المشروع الرائد التابع لقطاع الفنادق في شركة طيران الإمارات يحوي 1380 غرفة نموذجية لاستقبال النزلاء، بالإضافة إلى 240 جناحاً، 4 أجنحة رئاسية، قاعة للولائم، قاعة للحفلات، 18 متجر، 19 مطعماً، وسبا.
تصميم الفندق مستوحى من شجرة النخيل - هذا الرمز المتأصل في الثقافة العربية. إذ تموضعّت الأبراج بشكل متناظر على منصة عالية بارتفاع 7 طوابق للحصول على أفضل إطلالة على برج خليفة، الخليج التجاري والبحر. تضم المنصة جميع المرافق العامة، المطاعم، قاعة الولائم، وكل المرافق الداعمة لها. يرتفع المدخل الرئيسي للبهو بمقدار 4 طوابق مما يكسبه إطلالة ساحرة على الخليج التجاري. في حين أن لقاعة الولائم والتي تبلغ سعتها 1000 زائر، مدخلاً مستقلاً وذلك لضمان الحركة على نحو سلس. يضم تراس الصالة أحد أكبر المنتجعات الصحية في دبي وهو محاط بحدائق خلابة إضافة لحوض سباحة.
لقد قام المهندس المعماري آشوك كورجاونكار، المؤسس والمهندس المسؤول في مجموعة أرك جروب للاستشارات الدولية بتصميم جي دبليو ماريوت ماركيز.

## لمحة تاريخية
كان من المخطط لهذا المشروع، والذي تعود ملكيته لمجموعة طيران الإمارات، أن يكون برجاً واحداً فقط مؤلفاً من 77 طابق وبارتفاع 350 م (1150 قدم)، وكان من المفترض إتمام بنائه عام 2008 في مكان محاذٍ لشارع الشيخ زايد. لكن تم تغيير التصميم والموقع نظراً لبناء خليج صغير إضافي يشكل جزءاً من مشروع الخليج التجاري. فكان إطلاق التصميم الجديد للبرجين التوأمين ضمن فعاليات سوق السفر العربي عام 2006 بارتفاع 395 م (1296 قدم). وفي تصميم لاحق تم تعديل شكل البرجين وتخفيض ارتفاعهما إلى 355 م (1165 قدم). وتم الانتهاء من الهياكل الاسمنتية بالكامل في أبريل/نيسان 2010. كما تم الانتهاء من قمتي البرجين في بداية نيسان/ أبريل 2011 في حين كان الهيكل الخارجي لكلا البرجين شارف على الانتهاء. تم الانتهاء من المبنيين ككل في عام 2012، فتجاوزا فندق روز ريحان من روتانا الذي عُدّ حينها أطول فندق في العالم.

## روابط خارجية
- الموقع الرسمي